# Moneses Genúnio
Moneses (em latim: Monaeses; em grego: Μοναίσης; romaniz.: Monaíses; em armênio: Մանեճ; romaniz.: Manēč) foi um nobre armênio do século IV da família Genúnio, ativo no reinado do rei Ársaces II (r. 350–368).

## Nome
Moneses é a forma latina e grega do persa médio Manez (Manēz), que por sua vez derivou do iraniano antigo Manaicha (*Man-aiča-; de *manah-, "mente"). Foi registrado em elamita como Maneza (Manezza) e em armênio como Maneche (Մանեճ, Manēč).

## Vida
A parentela de Moneses é incerta, exceto que pertencia à família Genúnio. Segunda a Vida de São Narses, em 353, foi um dos nobres responsáveis pela escolta de Narses para Cesareia Mázaca, onde seria consagrado católico do Reino da Armênia.